# Pintassilgo-capa-preta
O pintassilgo-capa-preta (Spinus psaltria ou Carduelis psaltria) é um pequeno pássaro da ordem passeri encontrado nas Americas.
Os machos dos pintassilgos da América distinguem-se dos machos dos pintassilgos europeus e seus parentes, pela cor do capuz. Nos primeiros é preto (raramente verde) e nos segundos é vermelho ou amarelo, tal como o resto da face.

## Descrição

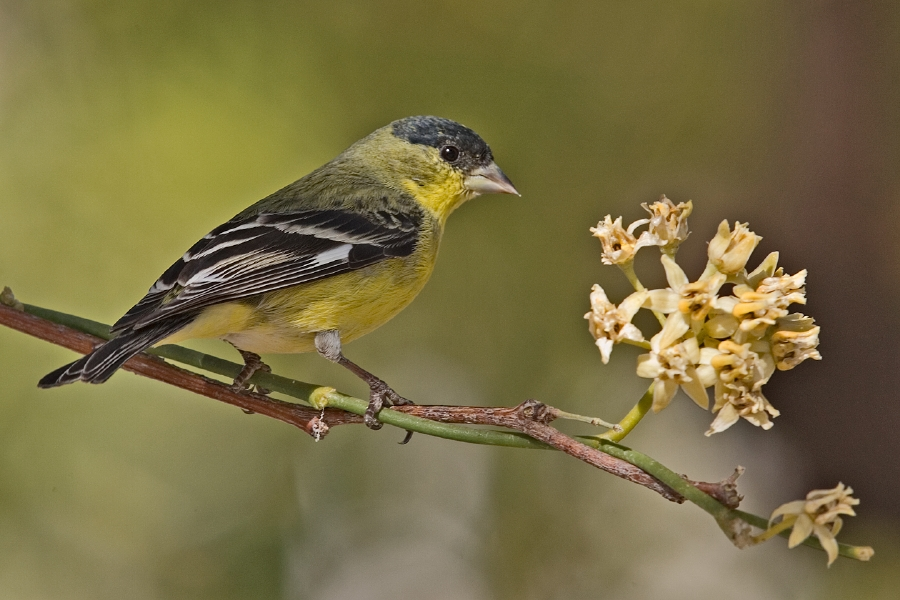
Macho de C. psaltria em Borrego Springs (California).

Com um comprimento de 10 a 11 cm e um peso médio de  9,5 gramas, é o mais pequeno da género Spinus  da América do Norte. Há uma variação clinal progressiva no tamanho, de Noroeste para Sueste, sendo os pássaros do México e do Sul maiores cerca de 1/5 do que os do Noroeste, mais pequenos. Esta variação é mais pronunciada nas fêmeas.  Há também uma variação no tamanho do capuz e da capa preta dos machos que parece obedecer a variações clinais na frequência alélica.
Os machos reconhecem-se pelo amarelo brilhante no pescoço, peito e ventre e pelas grandes bandas brancas na cauda e nas asas. A cor do dorso, capuz e zona dos ouvidos pode variar de preto escuro a esverdeado, sendo a zona dos ouvidos mais clara que o resto.

### Subespécies
- S. p. psaltria  (Say, 1823), pintassilgo do Arkansas, nesta subespécie o negro é mais escuro. Estende-se do sudoeste dos Estados Unidos (Arizona, Novo México, Colorado, noroeste do Texas) até ao norte, centro e sul do México (até Oaxaca e Vera Cruz).
- S. p. hesperophilus  (Oberholser, 1903), pássaros menos escuros, comum no oeste dos Estados Unidos  (Oregon, norte de Utah, Nevada e Arizona), noroeste do México (Baja Califórnia, Sonora).[5] O macho distingue-se pelo dorso, nuca  e bochechas esverdeadas, com o negro apenas no capuz; as fêmeas são semelhantes às da subespécie c. p. psaltria.

Os dois fenótipos podem coexistir numa ampla zona dos Estados Unidos e México. No entanto, a leste do meridiano 106º W, a sudoeste do Texas e na maior parte do México, todos os machos têm a cabeça e a capa pretas.
- S. p. columbianus  (Lafresnaye, 1843), encontra-se do sul do México (Chiapas), de uma forma descontínua, através das terras altas da América central até à Venezuela,  Colômbia, Equador e norte do Peru.  Os machos distinguem-se pela plumagem totalmente negra, ligeiramente azulada no dorso e amarela intensa na parte inferior, com as bandas brancas das asas e cauda bem marcadas.
- S. p. jouyi  (Ridgway, 1898), encontra-se na península do Yucatán e zonas adjacentes, distingue-se pelo amarelo mais intenso da parte inferior.
- S. p. witti  (Grant, 1964), esta subespécie está a ser estudada, parece ter um bico maior[5] e pode ser encontrada nas Ilhas Marias e Nayarit.[6]

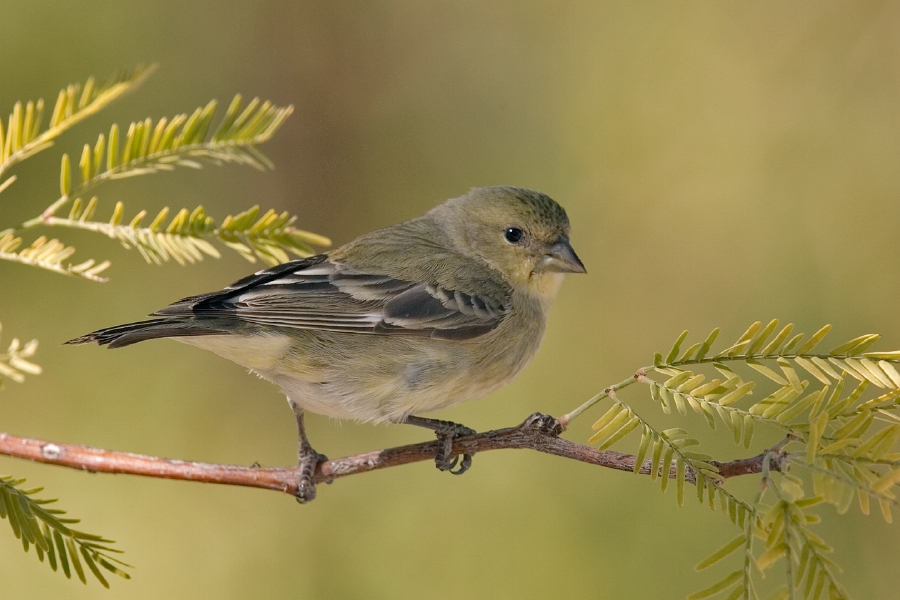
Fêmea.

As fêmeas e juvenis têm as partes superiores cinzentas esverdeadas e as partes inferiores amareladas, mais pálidas nos juvenis. Apresentam apenas uma estreita banda branca nas asas e pouco ou nenhum branco na cauda.
Como outros pintassilgos têm um voo ondulante, durante o qual frequentemente fazem um chamamento,  um  chig chig chig áspero. Outro chamamento distintivo é um silvo muito agudo, extenso, subindo a partir de um teeeyeee  e descendo a um  teeeyooo. O seu canto é um trinado ou gorjeio  prolongado, semelhante ao do pintassilgo americano, muitas vezes incorporando imitações de outras espécies.

## Distribuição e ecologia
Pode ser encontrado a norte desde o sudoeste dos Estados Unidos (costas do estado de Washington ), até à  Venezuela, Colômbia, Equador  e Peru,  a sul, passando pelo  México e América Central. No inverno migra dos lugares mais frios dos Estados Unidos.
Aparece frequentemente em grandes bandos mas também em pequenos grupos. O seu habitat preferido são as árvores e arbustos, exceptuando os  bosques densos e floresta. É comum junto a áreas habitadas e vê-se com frequência em pequenos grupos, com pelo menos seis indivíduos em alimentadores de pássaro com sementes de  cardos. Alimenta-se sobretudo de rebentos de árvores e sementes de ervas; praticam a geofagia pelo que é frequente vê-los a comer terra.
Nidificam no verão, nos locais mais temperados do seu habitat . Nos trópicos reproduzem-se todo o ano, mas raramente em Setembro e Outubro. A fêmea põe três a quatro ovos brancos azulados num ninho em forma de taça feito com materiais vegetais como líquenes, raízes, e tiras de cascas de árvores, construído num arbusto ou a meio de uma árvore.
A muda ocorre em dois padrões diferentes  que coincidem com o tom mais ou menos escuro da capa. Aqui também há uma intergraduação entre zonas. Os pássaros do Pacífico mudam depois da reprodução, embora as fêmeas também percam algumas penas antes de criarem. Os machos jovens perdem mais penas do que as fêmeas quando mudam para a plumagem de adulto. A leste do meridiano 106° W, os pássaros mudam completamente antes da reprodução, substituindo depois algumas penas, a muda pós-juvenil é igual entre os sexos. No entanto, tudo isto parece depender do regime de chuvas, isto é, em qualquer zona da América do Norte os pássaros mudam a plumagem no fim da estação seca e podem substituir mais penas no fim da estação das chuvas.
De acordo com a IUCN a espécie não está ameaçada, mas apresenta declínio em alguns  locais e é rara no sopé da Cordilheira dos Andes equatoriana.

## Filogenia
A filogenia genética molecular foi obtida por Antonio Arnaiz-Villena et al.